# Фицджеральд, Джеральд, 11-й граф Килдэр

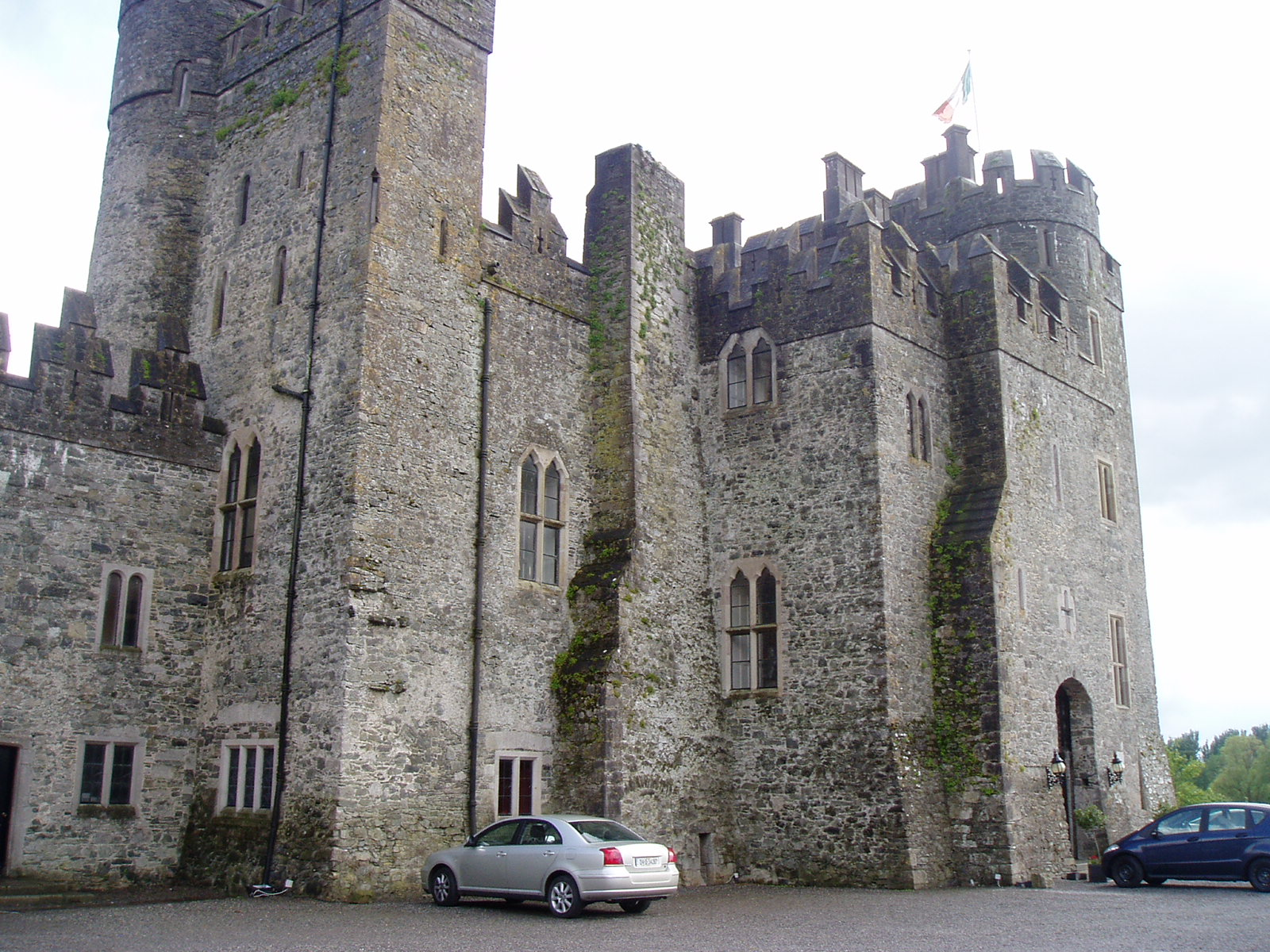
Замок Килкея, резиденция Джеральда Фицджеральда, 11-го графа Килдэра

Джеральд Фицджеральд, 11-й граф Килдэр, также известен как «Граф Визард» (англ. Gerald FitzGerald, 11th Earl of Kildare, 1525 — 16 ноября 1585) — ирландский аристократ, граф из династии Фицджеральдов.

## Биография
Старший сын Джеральда Фицджеральда, 9-го графа Килдэра, от второго брака с Элизабет Грей. Джеральд стал единственным мужским представителем династии Фицджеральдов, когда его сводный брат — Шелковый Томас, 10-й граф Килдэр, сложил голову на эшафоте в Тайберне в 1537 году вместе с пятью своими родственниками мужского пола (Джеймс, Ричард, Оливер, Джон и Уолтер). 10-й граф Килдэр был казнен за восстание, которое он поднял за независимость Ирландии и которое вошло в историю как «Восстание Шелкового Томаса». Джеральд Фицджеральд провел несколько лет в Донеголе, под опекой своей тетки, леди Элеонор МакКарти, жены вождя ирландского клана О’Домнайлл. В то время Донегол был частью независимого ирландского королевства Тир Конайл. В те времени возник военный союз — Лига Геральдинов. Это была конфедерация кланов и феодалов Ирландии, в которую входили кланы О’Нейлл, О’Доннелл, О’Брайен, ирландские королевства Томонд, Тир Конайл (Тирконнелл) и Тир Еогайн (Тирон). Задачами лиги было освобождение Ирландии от английского владычества и образования независимого Королевства Ирландия. Однако Лига Геральдинов понесла поражение — ирландское войско было разбито во время похода на Пейл — английскую колонию в Ирландии. Битва состоялась под Монаганом в августе 1539 года. Эта война вошла в историю как «Восстание Геральдинов».
Джеральд Фицджеральд понимал, что ему тоже грозит плаха. Он вынужден был бежать из Ирландии. Ему покровительствовали агенты короля Франции Франциска I и императора Священной Римской империи Карла V. Джеральд уехал на континент и решил получить образование. Он учился в монастыре в Льеже, при дворе епископа Вероны, при дворе кардинала Мантуи Эрколе Гонзага и герцога Мантуи. Во время пребывания при герцогском дворе Джеральд Фицджеральд изучил итальянский язык. Он также изучал культуру италии эпохи Ренессанса, отправился в Рим, где учился под руководством своего родственника, кардинала Реджинальда Поула.
Во время своего изгнания Джеральд участвовал в войне против турок-османов на стороне родосских рыцарей, затем в рядах рыцарей Ордена иоаннитов, принимал участие в военном походе на Триполи в Северной Африке. В 1547 году король Англии Генрих VIII скончался, Джеральд решил вернуться в Ирландию. Он прибыл в Англию, где в Лондоне был принят при дворе нового английского короля Эдуарда VI. Молодой король вернул Джеральду титулы графа Килдэра и барона Оффали, земли и замки графом Килдэр.
Во время правления в Англии королевы Марии Тюдор Джеральд Фицджеральд, 11-й граф Килдэр, помог короне подавить восстание сэра Томаса Уайатта в 1554 году. После этого он вернулся в Ирландию.
Во время обучения на континенте Джеральд заинтересовался алхимией и черной магией. Вернувшись в Ирландию, он жил в замке Килкея и продолжал занятия по алхимии, пытаясь добыть философский камень, эликсир молодости и изготовить золото из других металлов. О нём в Ирландии ходили служи, его называли «Графом Визардом» (Волшебником). Джеральд был образованным человеком, человеком Ренессанса, но ему не хватало политических навыков его деда Джеральда Фицджеральда, 8-го графа Килдэра, который фактически правил всей Ирландией в течение 35 лет. В 1560—1570 годах на землях, которое контролировала английская корона, происходили гонения на католиков и насаждался протестантизм. Но не смотря на это, Джеральд оставался верным католицизму и открыто исповедовал римско-католическую веру.
Возвращение ему титула графа Килдэра и власти на большей части Ирландии вызвало неприязнь к нему как «старых англичан», так и «новых англичан», лордов-депутатов Ирландии. На него писали доносы, его обвиняли в «государственной измене» и дважды бросали за решетку в Лондонский Тауэр. Жизнью и свободой он был обязан королеве Англии Елизавете Тюдор, которая дважды отклонила его обвинения в «государственной измене». В последующие годы жизни ему было запрещено покидать Лондон, хотя одновременно с этим ему разрешено было быть депутатом парламента Ирландии в Дублине в течение апреля-мая 1585 года. Это было своего рода исключение. Депутатами парламента Ирландии позволяли быть только протестантам. Джеральд Фицджеральд скончался в Лондоне 16 ноября 1585 года, находясь под наблюдением и по сути домашним арестом.
Существует легенда, что каждые семь лет призрак 11-го графа Килдэра Джеральда Фицджеральда приезжает в замок Килкея на белом коне. Затем граф, обутый в серебряные ботинки, ходит пор замку.

## Брак
Вернувшись из изгнания, при дворе короля Англии Эдуарда VI Джеральд встретил Мейбл Браун (ок. 1536—1610), дочь королевского шталмейстера, сэра Энтони Брауна (ок. 1500—1548), от первого брака с Элис Гейдж. После смерти своей жены сэр Энтони Браун женился на сестре Джеральда — леди Элизабет Фицджеральд (1527—1590). Джеральд и Мейбл поженились во времена правления королевы Марии Тюдор — 28 мая 1554 года в Королевской капелле.
Есть легенда, что Джеральд женился в 1545 году на Элеонор О’Келли. И что их поженил Томас Левероз, будущий епископ Килдэра. От этого брака были дети, которые создали отдельную ветвь династии Фицджеральдов. Но это маловероятно — нет никаких письменных источников, которые бы подтвердили это событие. Брак с графом Килдэром всегда привлекал внимание современников.

## Дети
- Леди Элизабет Фицджеральд (ум. 12 января 1617), вышла замуж за Доннхада Мак Конхобайра О’Брайена, 4-го графа Томонда (ум. 1624)
- Лорд Джеральд Фицджеральд, лорд Оффали, лорд Гарретт (28 декабря 1559 — июнь 1580), женат с 1578 года на Кэтрин Кноллис, внучке бывшей королевы Англии Марии Болейн. У них была дочь Летиция Дигби, 1-я баронесса Оффали, которая вступила в брак с сэром Робертом Дигби. Они были прямыми предками знаменитой авантюристки XIX века Джейн Дигби.
- Лорд Генри Фицджеральд, 12-й граф Килдэр (1562—1597), женат на леди Фрэнсис Говард (ум. 1628)
- Лорд Уильям Фицджеральд, 13-й граф Килдэр (ум. апрель 1599), неженат и бездетен
- Леди Мэри Фицджеральд (ум. 1 октября 1610), жена Кристофера Ньюджента, 6-го барона Делвина[англ.] (1544—1602)

## Мистификации
Джеральд Фицджеральд фигурирует в истории ирландской принцессы Карен Харпер, которая якобы была сестрой Фитцджеральда — Элизабет Фицджеральд.